# One World Tour
One World Tour o The One World Tour es la tercera gira emprendida por The Cheetah Girls el 8 de octubre de 2008. Después del éxito de, The Party's Just Begun Tour, esta gira asegura el mismo éxito.

## Producción
The Cheetah Girls: One World Tour es producida por AEG Live. AEG Live creó un sitio web para la gira 1 (enlace roto disponible en Internet Archive; véase el historial, la primera versión y la última).. Un fansite también se ha dedicado a la promoción de The Cheetah Girls: One World Tour y otros eventos 2.

## Detalles de la Gira
La gira es en apoyo de The Cheetah Girls: One World la película y la banda sonora. 
El Clique Girlz se anunció como el acto de apertura de la gira de acuerdo con Interscope Records y su sitio web oficial. 
A pocas fechas de la gira ha sido cancelada, no se ha liberado una declaración oficial, pero debido a circunstancias imprevistas, es el caso de los cancelamientos. Las fechas canceladas son el 14 de octubre en Memphis TN, 30 de octubre en Charlotte NC, 25 de noviembre en Rochester NY, y 30 de noviembre en Indianápolis IN.
En el show presentan canciones de los dos anteriores soundtracks, The Cheetah Girls y The Cheetah Girls 2, además del álbum TCG, álbum debut de las Cheetah Girls como un grupo independiente.

### Presentación del Espectáculo
El show presentado por las Cheetah Girls está dividido en cuatro partes distintas:
1. Opening
2. France
3. China
4. América

## Repertorio
1. "Cheetah Love"
2. "So Bring It On"
3. "Dig a Little Deeper"
4. "Feels Like Love"
5. "Strut"
6. "Cinderella (Ballad Version)"
7. "What If"
8. "Girl Power"
9. "Break Out This Box"
10. "Dance Me If You Can"
11. "No Place Like Us"
12. "The Party's Just Begun
13. "Crazy On The Dance Floor"
14. "Fuego"
15. "Homesick"
16. "Comander Kiely"
17. "Shake a Tail Feather"
18. "Route 66"
19. "One World"

## Fechas del Tour
| 2008            |                                      |                                |            |
| 4 de octubre    | American Bank Center Corpus          | Christi, Texas                 | Completado |
| 8 de octubre    | Frank Erwin Center                   | Austin, Texas                  | Completado |
| 10 de octubre   | Cajundome                            | Lafayette, Luisiana            | Completado |
| 11 de octubre   | CenturyTel Center                    | Bossier City, Luisiana         | Completado |
| 12 de octubre   | Mississippi Coast Coliseum           | Biloxi, Misisipi               | Completado |
| 14 de octubre   | FedEx Forum                          | Memphis, Tennessee             | Cancelado  |
| 15 de octubre   | Sommet Center                        | Nashville, Tennessee           | Completado |
| 17 de octubre   | Bankcorp South Arena                 | Tupelo, Misisipi               | Completado |
| 18 de octubre   | Alltel Arena                         | North Little Rock, Arkansas    | Completado |
| 20 de octubre   | American Airlines Center             | Dallas, Texas                  | Completado |
| 21 de octubre   | AT&T Center                          | San Antonio, Texas             | Completado |
| 22 de octubre   | Toyota Center                        | Houston, Texas                 | Cancelado  |
| 24 de octubre   | Jacksonville Veterans Memorial Arena | Jacksonville, Florida          | Completado |
| 25 de octubre   | American Airlines Arena              | Miami, Florida                 | Completado |
| 26 de octubre   | Amway Arena                          | Orlando, Florida               | Completado |
| 28 de octubre   | BI-LO Center                         | Greenville, Carolina del Sur   | Programado |
| 29 de octubre   | Time Warner Cable Arena              | Charlotte, Carolina del Norte  | Cancelado  |
| 30 de octubre   | Gwinnett Center                      | Atlanta, Georgia               | Completado |
| 1 de noviembre  | Thompson-Boling Arena                | Knoxville, Tennessee           | Completado |
| 2 de noviembre  | Greensboro Coliseum                  | Greensboro, Carolina del Norte | Completado |
| 5 de noviembre  | 1st Mariner Arena                    | Baltimore, Maryland            | Programado |
| 6 de noviembre  | Richmond Coliseum                    | Richmond, Virginia             | Programado |
| 8 de noviembre  | Boardwalk Hall                       | Atlantic City, Nueva Jersey    | Programado |
| 9 de noviembre  | Verizon Center                       | Washington D. C.               | Programado |
| 11 de noviembre | Wachovia Center                      | Filadelfia, Pensilvania        | Programado |
| 13 de noviembre | Prudential Center                    | Newark, Nueva Jersey           | Programado |
| 14 de noviembre | Nassau Veterans Memorial Coliseum    | Uniondale, Nueva York          | Programado |
| 16 de noviembre | Verizon Wireless Arena               | Mánchester, Nuevo Hampshire    | Programado |
| 17 de noviembre | DCU Center                           | Worcester, Massachusetts       | Programado |
| 18 de noviembre | XL Center                            | Hartford, Connecticut          | Programado |
| 20 de noviembre | Air Canada Centre                    | Toronto, Ontario               | Programado |
| 21 de noviembre | Wolstien Center                      | Cleveland, Ohio                | Programado |
| 23 de noviembre | US Bank Arena                        | Cincinnati, Ohio               | Programado |
| 25 de noviembre | Blue Cross Arena                     | Rochester, Nueva York          | Cancelado  |
| 26 de noviembre | Peterson Events Center               | Pittsburgh, Pensilvania        | Programado |
| 29 de noviembre | Rupp Arena                           | Lexington, Kentucky            | Programado |
| 30 de noviembre | Conesco Fieldhouse                   | Indianápolis, Indiana          | Cancelado  |
| 2 de diciembre  | Palace of Auburn Hills               | Auburn Hills, Míchigan         | Programado |
| 4 de diciembre  | United Center                        | Chicago, Illinois              | Programado |
| 5 de diciembre  | US Cellular Arena                    | Milwaukee, Wisconsin           | Programado |
| 6 de diciembre  | iWireless Center                     | Moline, Illinois               | Programado |
| 7 de diciembre  | Scottrade Center                     | San Luis, Misuri               | Programado |
| 9 de diciembre  | Sprint Center                        | Kansas City, Misuri            | Programado |
| 11 de diciembre | Target Center                        | Mineápolis, Minnesota          | Programado |
| 12 de diciembre | Qwest Center                         | Omaha, Nebraska                | Programado |
| 15 de diciembre | The E-Center                         | West Valley, Utah              | Programado |
| 17 de diciembre | Oracle Arena                         | Oakland, California            | Programado |
| 19 de diciembre | Jobing.com Arena                     | Glendale, Arizona              | Programado |
| 20 de diciembre | Honda Center                         | Anaheim, California            | Programado |
| 21 de diciembre | San Diego Sports Arena               | San Diego, California          | Programado |